# Ni tú ni nadie
«Ni tú ni nadie» es una canción interpretada por el grupo español Alaska y Dinarama, incluida en su segundo álbum de estudio Deseo carnal. Las compañías Hispavox y Polydor la publicaron en febrero de 1985 como el segundo sencillo del álbum. También figura en el disco recopilatorio Grandes éxitos (1994). Compuesta por Carlos Berlanga y Nacho Canut y producida por Nick Patrick, Alaska comentó que Canut se inspiró para componer la canción en el cine negro de Hollywood de los años 1950.
En el aspecto musical, «Ni tú ni nadie» es una canción de género pop, que incorpora elementos del pop barroco y el pop progresivo. Alaska canta en un registro vocal grave. La letra de la canción aborda una ruptura sentimental, explorando los distintos estados emocionales por los que atraviesa la persona afectada. «Ni tú ni nadie» fue propuesta para representar a España en el Festival OTI de la Canción de 1985, pero según Alaska se descartó la idea porque parte del comité consideraban que la propuesta no era adecuada, llegando a calificarla de «bazofia». Fue su segundo sencillo número 1 en la lista de los más vendidos en España.
Varios artistas han realizado versiones del tema, entre ellos Fangoria. Algunos expertos consideraron «Ni tú ni nadie» junto a «A quien le importa» como las canciones que convirtieron a a Alaska en un ícono de la cultura popular. Además, se incluyó en varias listas y recopilaciones hechas por críticos de numerosos medios y grupos de comunicación llegando a ser clasificada en el puesto 24 de las 200 mejores canciones del pop rock español, según el ranking publicado por la revista Rolling Stone en 2010.

## Composición
La letra y la música fueron compuestas, como era habitual en la mayoría de los temas de Dinarama, por Nacho Canut y Carlos García-Berlanga. Cantada en primera persona, trata sobre una relación de pareja difícil, en el que la otra persona «eleva la tensión y aplasta la ambición» del que relata, y ésta agrega en el estribillo que ni el otro ni nadie puede cambiarlo. Además habla de cómo intentar sobrevivir a una ruptura sentimental. En la actualidad, Nacho Canut declaró con humor que durante años, incluso hasta el día de hoy, «Ni tú ni nadie» ha sido más conocida como «Mil campanas» (que es una parte de la letra de la canción) que por su nombre original. Tiene una estructura verso - estribillo y está interpretada casi en su totalidad por ambas voces, la de Alaska y la de Carlos Berlanga. La canción está envuelta en un ritmo alegre con suspiros de Alaska en los puentes instrumentales y repique de campanas. Además incluye también un corno, como varias canciones del álbum que tienen instrumentos de viento.

## Publicación
«Ni tú ni nadie» fue incluida en el álbum Deseo carnal de 1984 del que salió como segundo sencillo. Fue un éxito promocionalmente hablando durante ese año. En 2006, EMI reedita Deseo carnal en un disco doble, en el segundo se incluyen varias versiones de la canción: una remasterización y la versión larga de ésta, ambas producidas por Spam; la versión larga de 1984 que venía en el maxisencillo y la maqueta en la que solamente canta Carlos Berlanga.

## Vídeo musical
No existe un vídeo musical oficial para la canción, pero es común encontrar actuaciones de la banda realizando playback en programas de televisión o en internet como parte de la promoción del álbum Deseo carnal.
En estas presentaciones, la grabación comienza con un primer plano de una guitarra eléctrica tocada por Luis Miguélez, colaborador de Dinarama. Alaska se encuentra al frente, luciendo el estilo característico de la época, con su melena de rastas, un vestido largo, anillos, pulseras y su habitual maquillaje en tonos intensos. A su derecha, Carlos Berlanga también participa cantando, vistiendo una chaqueta de cuero negro. Al fondo, se observa la batería, con Nacho Canut en el teclado a un costado detrás de Berlanga y Miguélez tocando el saxo. El vídeo se centra principalmente en planos de los miembros de la banda interpretando la canción.

## Versión de Fangoria
Durante la gira Absolutamente de 2009, Fangoria interpretó en directo «Ni tú ni nadie» como parte de un medley junto a «Tenía tanto que darte» de Nena Daconte, aunque en otras ocasiones interpretaron únicamente la versión original de Dinarama. Esta versión era similar a la remezcla de Spam, incluida en la reedición de 2006 de Deseo carnal. A mediados de 2010, Fangoria volvió a grabar la canción, logrando nuevamente una destacada posición en las emisoras de radio. «Ni tú ni nadie» fue el primer sencillo de su álbum recopilatorio El paso trascendental del vodevil a la astracanada y también fue incluida en el álbum en vivo Operación Vodevil, lanzado en 2011. 
La versión de Fangoria utiliza bases electrónicas. Comienza con una melodía en crescendo, y luego Alaska comienza a hacer los coros. Se conserva la cuerda de la canción de Dinarama para los puentes instrumentales luego del primer estribillo, y durante y después del último estribillo. Alaska es la voz principal y Rafa Spunky hace las segundas voces, no así en los directos, donde cantan ambos toda la canción. Esto puede verse en la versión de «Ni tú ni nadie» grabada en vivo y en directo para el álbum Operación Vodevil. Ambas versiones, de estudio y en directo, no difieren mucho.

### Videoclip

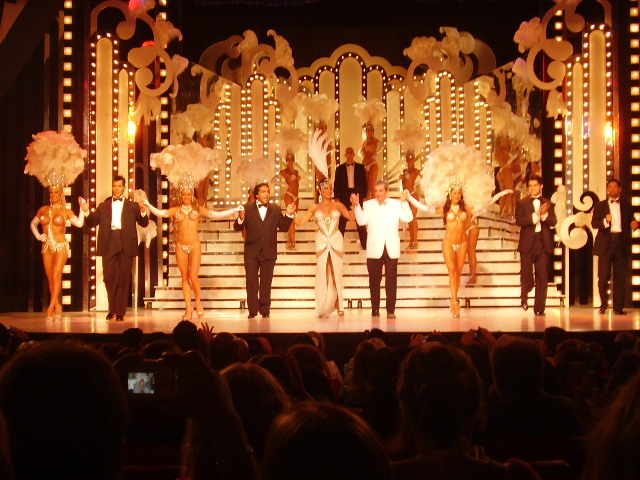
Una escena de la revista argentina "La Fiesta Está en el Lago". La escalera, los bailarines y vedettes, son similares en el videoclip de "Ni tú ni nadie".

Este fue grabado en agosto de 2010 en Buenos Aires, Argentina. La locación elegida, es el Teatro Maipo donde, en palabras de Alaska, aún se conserva la tradición de revista. Comienza con la imagen totalmente en negro, se levanta un telón y se ven una escalera con detalles de luces moradas y las siluetas de cuatro bailarines y cuatro bailarinas ubicados en ésta, ellos vestidos de traje con cola y ellas con un tocado típico de plumas, desnudas solamente tapadas con pezoneras y concheros. Todos ellos visten de color beige. Comienzan los coros y Alaska sube por una plataforma, apareciendo en lo alto de la escalera. Usa un traje color piel con aplicaciones negras y un penacho de plumas también negras en su espalda, guantes negros y pulseras con joyas tapan sus manos. Durante el primer verso de la canción ella baja la escalera de la mano de dos bailarines y al llegar abajo se encuentra con Nacho que viste traje y galera negros. 

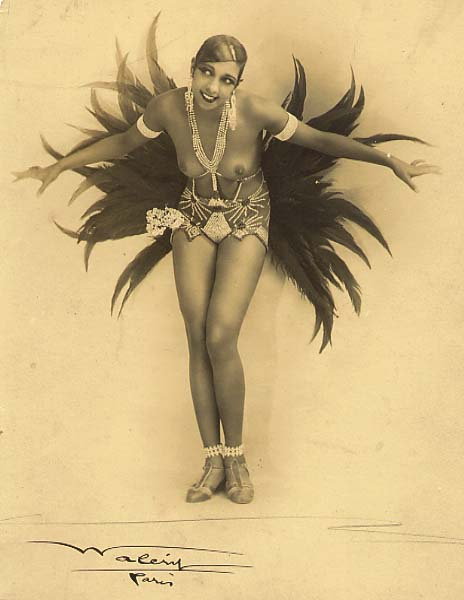
Joséphine Baker, una vedette francesa lleva un vestido con plumas como el de Alaska al comienzo del videoclip.

Luego éste se sienta a los pies de la escalera. Al terminar el estribillo, Alaska vuelve a subir por esta con los brazos en alto. Se baja el telón, quedando Canut en el centro y los cuatro bailarines a su alrededor haciendo su coreografía durante el puente instrumental. En el siguiente verso entra Alaska cantando "Vete de aquí, no me supiste entender...", Nacho se va por el otro lado. Ella lleva un vestuario diferente: un vestido transparente con piedras y tiras violetas, y un tocado de vedette a tono también. Entran al plano las bailarinas y se levanta el telón, detrás ya no está la escalera, sino una pantalla negra con luces de colores.
Entran los bailarines durante el segundo verso del estribillo y realizan todos una coreografía en conjunto. Luego Alaska se va y quedan los bailarines durante el segundo puente instrumental. Estos salen de plano, se eleva la pantalla con luces, mostrando de nuevo la escalera, con Alaska parada en el centro de ésta. y con las bailarinas y bailarines a su alrededor bailando con unos grandes tocados de plumas blancas. Alaska tiene otro vestuario distinto: un ceñido vestido y zapatos rojos. Ella termina de cantar el último estribillo y los bailarines masculinos la elevan en el aire haciéndola girar y dejándola de nuevo en el suelo, aparece otra vez Nacho Canut, quedando ambos en primer plano con los demás a su alrededor. Termina la canción y se oyen los aplausos del público mientras todos hacen reverencias. Alaska hace una seña y se baja el telón dando fin a la actuación.

## Eurovisión
La canción fue presentada a TVE para representar a España en la edición de Eurovisión 1985, que se celebraría en la ciudad de Gotemburgo, pero finalmente se decantaron por Paloma San Basilio.

## Posicionamiento en listas
| País   | Lista              | Mejor posición |
| ------ | ------------------ | -------------- |
| España | Los 40 principales | 1              |

## Versión de Moenia
En 2004, la banda mexicana Mœnia publicó una nueva versión de la canción para su álbum Stereohits.